# David Cazès
Pour les articles homonymes, voir Cazes.
David Cazès, né le 28 avril 1850 à Tétouan et décédé le 7 août 1913 dans le 16e arrondissement de Paris, est un instituteur et écrivain juif marocain des XIXe et XXe siècles, auteur des premières études sur l'histoire des Juifs en Tunisie.

## Biographie
Envoyé à Paris durant sa jeunesse, il suit les cours de l'Alliance israélite universelle (AIU).
À l'âge de 18 ans, il est envoyé par cette organisation pour établir et diriger diverses écoles primaires, notamment à Volo en Thessalie (1869), à Smyrne (1873) et à Tunis (février 1878). Dans chacun de ces lieux, il prend également part à l'organisation des communautés juives, comme à Tunis où il participe à la reconnaissance par les autorités tunisiennes du comité régional de l'AIU. Il y fonde et dirige aussi plusieurs écoles primaires, notamment dans la capitale. En 1893, il quitte le pays pour Buenos Aires, où il sert comme membre du comité administratif du fonds de colonisation créé par le baron Maurice de Hirsch sous le nom de Jewish Colonization Association.
En 1878, Cazès est fait officier du Nichan Iftikhar à Tunis. Le gouvernement français lui remet différents prix académiques en 1886 et le fait chevalier de la Légion d'honneur en 1889.
Cazès est l'auteur de divers ouvrages : Essai sur l'histoire des Israélites de Tunisie (Paris, 1888) et Notes bibliographiques sur la littérature juive tunisienne (Tunis, 1893), où il présente un panorama précis de la vie littéraire des Juifs de Tunisie. Il contribue également à un grand nombre d'articles dans la Revue des études juives et divers autres périodiques juifs.